# Fernando Alonso
Fernando Alonso Díaz (Oviedo, 29 de julho de 1981) é um automobilista espanhol que atua na Fórmula 1 pela equipe Aston Martin. É bicampeão mundial de Fórmula 1 em 2005 e 2006 pela Renault, além de vice-campeão em 2010, 2012 e 2013 pela Ferrari, também vencedor de duas provas de Endurance, as 24 Horas de Le Mans de 2018 e 2019 e também as 24 Horas de Daytona de 2019.

## Biografia
Filho de José Luis Alonso e Ana Díaz, dos quatro aos catorze anos estudou no Colégio de Santo Ángel de la Guarda, passando, depois, para o Instituto Leopoldo Alas Clarín de San Lázaro, onde permaneceu até 2000. Abandonou a escola por motivo de competições.
Fernando Alonso foi casado com a cantora espanhola Raquel del Rosario, vocalista do grupo El Sueño de Morfeo, por cinco anos. O casal começou a namorar no segundo semestre de 2005, e casou-se no final de 2006. Por vezes a imprensa espanhola especulou sobre uma suposta gravidez da Raquel, porém ambos negaram estar planejando ter um bebê. No final de 2009 a imprensa anunciou a separação do casal, posteriormente, também negada por ambos. Entretanto, em dezembro de 2011, foi anunciado o divórcio do casal depois de cinco anos de matrimônio. Logo em seguida, especulou-se que Alonso teria engatado romance com a modelo suíça Xenia Tchoumitcheva, fato que foi negado pelo piloto. Em julho de 2012 Fernando assumiu relacionamento com a modelo russa Dasha Kapustina. O casal rompeu no final de 2014. Logo em seguida o piloto entrou em uma relação com a espanhola Lara Álvarez, jornalista e apresentadora. O casal terminou seu relacionamento em março de 2016. Em março de 2017, o piloto assume relacionamento com a modelo italiana Linda Morselli. No início de 2023 o piloto anunciou em suas redes sociais que o relacionamento com a modelo chegou ao fim.

## Carreira

### Início
O início de Alonso no mundo do automobilismo foi com três anos, quando seu pai lhe deu um kart que ele mesmo tinha construído. Um ano mais tarde obtém a licença oficial da Federação Espanhola. Em 1988, com sete anos, ele ganha o seu primeiro campeonato, ganhando as oito corridas que constavam do campeonato. Um ano mais tarde, em 1989, é campeão de kart das Astúrias e Galiza.
Devido às mudanças de categoria, a família não poderia sustentar as despesas. Perto do abandono aparece Genís Marco, um importador de karts, que se encarregaria do financiamento: fornecer os karts e procurar patrocinadores. Acabou ele por tornar-se, também, um patrocinador.
Em 1991, como cadete, é campeão das Astúrias e do País Basco. É campeão da Espanha em 1993 e 1994 como júnior, o que lhe permitiu competir no Campeonato Mundial no ano seguinte. Ficou com o terceiro lugar, sendo o campeão Kimi Räikkönen, que viria a ser seu adversário na Fórmula 1.
Em 1996 torna-se campeão da Espanha, do Troféu Festival de Itália, do Grande Prêmio de Marlboro e do Campeonato Mundial de juniores. No anos seguintes torna-se campeão da Espanha, Itália e da Europa na Categoria Internacional. Em 1998 volta a ganhar o Campeonato da Espanha, o Troféu Paris-Bercy, a Indústria de Itália e o Open Ford.

### Fórmula 1 (2001, 2003–2018, 2021–)

#### Minardi (2001)

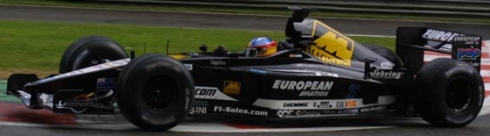
Fernando Alonso no Minardi PS01.

Seu primeiro contato com a Fórmula 1 foi pela Minardi testando os modelos M01 e M02.
Após os testes foi confirmado sua participação em 2001.

#### Renault (2003–2006)

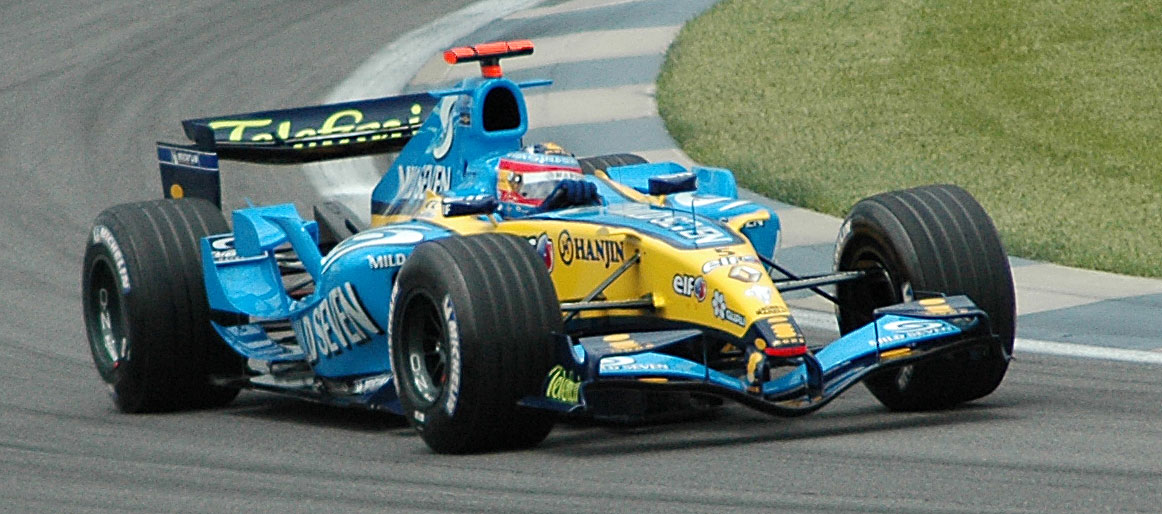
Fernando Alonso no Grande Prêmio dos Estados Unidos de 2005 pela.

Em 22 de Março de 2003, com vinte um anos, sete meses e vinte e dois dias, no Grande Prêmio da Malásia, tornou-se o piloto mais jovem a conseguir uma pole position (marca que foi batida por Sebastian Vettel no Grande Prêmio da Itália de 2008) e, é o primeiro piloto espanhol a subir ao pódio. Alonso também consegue ser o piloto mais novo a ganhar um grande prêmio, o Grande Prêmio da Hungria, com vinte e dois anos e vinte e seis dias (marca que também foi batida por Sebastian Vettel no Grande Prêmio da Itália de 2008). Também em 2003, Fernando Alonso sofre um grave acidente no Grande Prêmio do Brasil, mas sem consequências: seu carro bateu a mais de 280 km/h nos destroços do carro de Mark Webber e, logo em seguida, bateu com muita força no muro, em plena reta dos boxes de Interlagos.
Títulos Mundiais
Em 20 de Março de 2005, no Grande Prêmio da Malásia, consegue a sua segunda vitória e torna-se o primeiro piloto espanhol a liderar o mundial de Fórmula 1. Em 25 de Setembro de 2005, no Grande Prêmio do Brasil, Alonso sagrou-se o mais jovem campeão da história da Fórmula 1, com vinte e quatro anos e cinquenta e seis dias, derrubando o recorde anterior de Emerson Fittipaldi, campeão com vinte e quatro anos, oito meses e vinte e nove dias.
Na temporada de 2006, Fernando Alonso conquista seu segundo título mundial, também no Grande Prêmio do Brasil, chegando na segunda colocação da corrida, no dia em que Michael Schumacher fez a sua última corrida na Fórmula 1 e que Felipe Massa venceu, após treze anos sem vitória brasileira em Interlagos.

#### McLaren (2007)

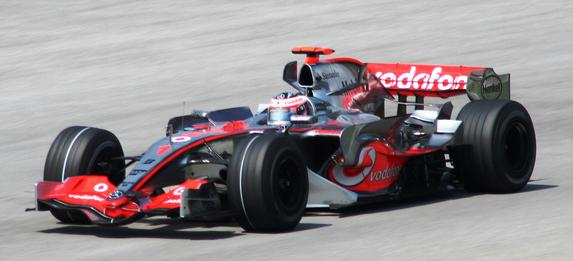
Fernando Alonso no Grande Prêmio da Malásia de 2007 pela.

Em 2007, após conquistar dois títulos mundiais pela Renault, o piloto espanhol transferiu-se para a McLaren, com o status de primeiro piloto. Porém, passou a enfrentar problemas dentro da própria equipe, graças aos excepcionais resultados do estreante piloto inglês Lewis Hamilton, que logo nas primeiras corridas obteve bons desempenhos.
Os dois pilotos da equipe disputaram o título, ponto a ponto, até o final, mesmo após a polêmica declaração do dirigente da organização, Ron Dennis, no Grande Prêmio da China, de que "a McLaren não corria contra Kimi Räikkönen (então com dezessete pontos de desvantagem aos pilotos da McLaren), mas sim contra o próprio Alonso". A falta de apoio ao espanhol, aliado aos problemas no carro e erros de Lewis Hamilton nas duas provas finais, resultaram no surpreendente título mundial do finlandês Kimi Räikkönen, da equipe Ferrari, por um ponto de diferença sobre a dupla da McLaren. Alonso no critério de desempate terminou em terceiro lugar no campeonato, já que no número de segundo lugares, Hamilton tinha um de vantagem. Dias após a prova final do campeonato, Alonso rompeu, "amigavelmente", seu contrato junto ao time britânico.

#### Retorno a Renault (2008–2009)
Em 2008, Alonso disputou o campeonato pela equipe Renault, marcando um retorno a equipe que defendeu nas campanhas vitoriosas de 2005 e 2006 e tendo como companheiro de equipe o brasileiro Nelson Angelo Piquet. Ao longo da temporada, conquistou três pódios, obtendo duas vitórias (Grande Prêmio de Singapura e Grande Prêmio do Japão) e um segundo lugar no Grande Prêmio do Brasil.
Polêmica
No GP de Cingapura, em 2008, uma tramoia foi traçada para beneficiar Alonso. Na ocasião, Flavio Briatore, o então chefe de equipe da Renault, pediu a Nelsinho Piquet, que batesse seu carro na volta quatorze, causando assim uma entrada do safety car, com isso, todos os pilotos fariam suas paradas para reabastecer. Fernando, fez sua parada na volta doze, uma jogada, que no momento parecia sem sentido, mas era parte do plano. Com o safety car na pista, todos os pilotos, inclusive Felipe Massa, que liderava a corrida, fizeram seus pitstops. Alonso tomou a liderança da corrida e venceu. O caso foi delatado por Nelsinho Piquet e seu pai, após Briatore anunciar, que Nelsinho não seria mais piloto da equipe. O caso foi julgado e Flávio Briatore, foi banido da Fórmula 1, Nelsinho foi absolvido por ser o delator, Pat Symonds (membro da equipe que participou do caso), foi suspenso da Fórmula 1 por cinco anos e Fernando Alonso, por falta de provas, foi absolvido.

#### Ferrari (2010–2014)

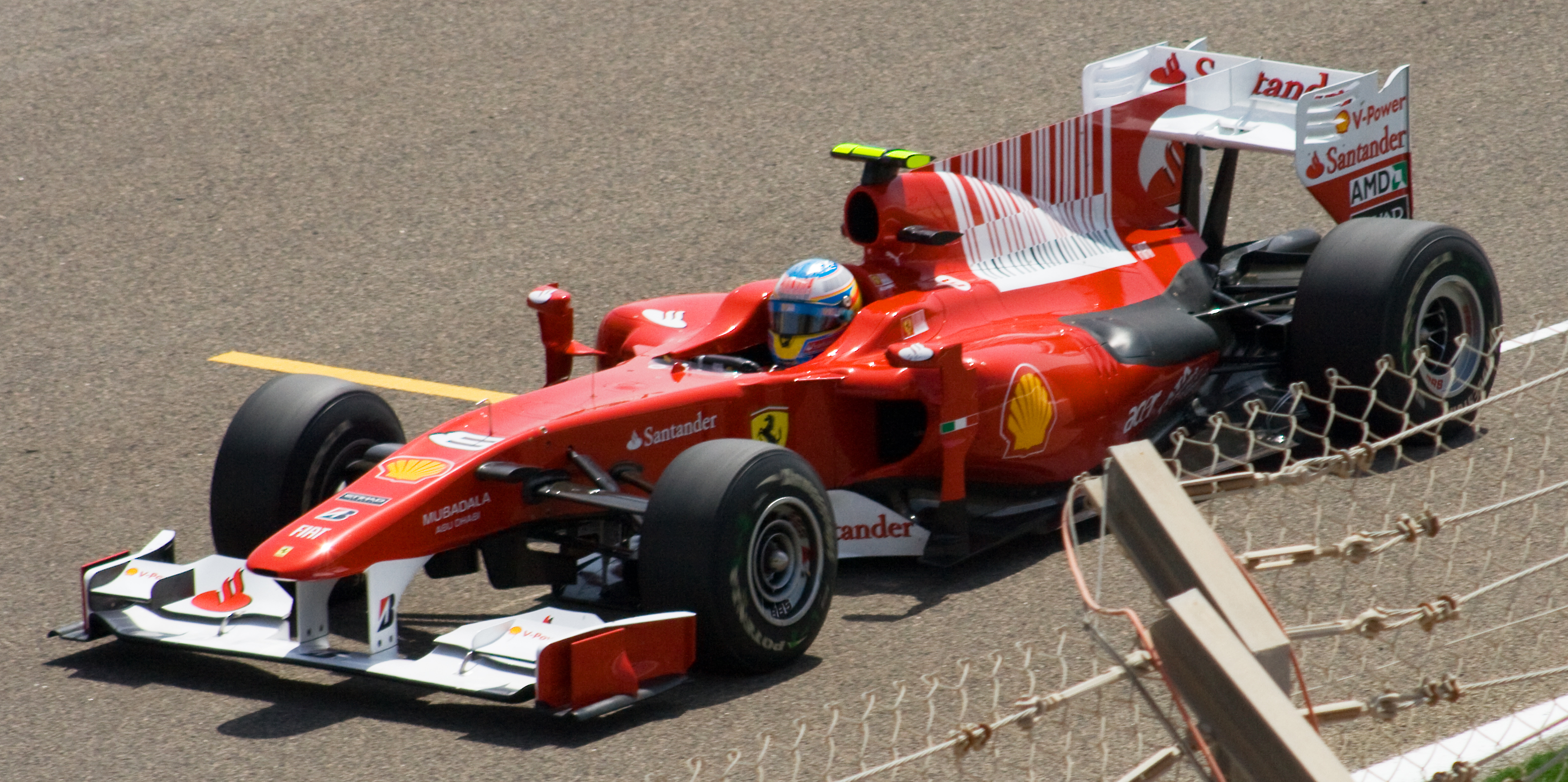
Fernando Alonso no Grande Prêmio do Barém de 2010 pela.

Em 30 de setembro de 2009, Alonso foi anunciado como novo piloto da equipe italiana Ferrari para a temporada de 2010, assinando um contrato de três temporadas.
No início da temporada de 2010, no Grande Prêmio do Barém, Alonso venceu a primeira corrida defendendo a equipe italiana. Na atual temporada, conseguiu outros três pódios, na Espanha, no Canadá e a polêmica vitória na Alemanha. Na ocasião, seu companheiro de equipe, o brasileiro Felipe Massa tinha assumido a ponta na largada e liderado a maior parte da prova, entretanto a equipe julgou que o piloto espanhol era mais rápido e pediu a Felipe que cedesse a posição. Felipe o fez e Alonso venceu a prova. O ocorrido gerou muitas críticas, já que o regulamento proíbe "ordens de equipe que interfiram no resultado da corrida". A Ferrari foi multada em US$ 100 mil, além de o caso ter sido encaminhado ao Conselho Mundial da FIA onde será julgado e os acusados poderão sofrer outras penas.
Fernando já havia se envolvido em grande polêmica durante o Grande Prêmio da China, quando, durante a vigésima terceira volta, quando o safety car entrou na pista após um acidente, Felipe Massa ia à frente para os boxes, mas o espanhol o ultrapassou na entrada dos pits e levou vantagem sobre o brasileiro gerando críticas e um clima tenso na equipe.
O próprio Fernando descreveu sua fase na escuderia italiana como a "melhor de sua vida". Em 19 de maio de 2011, o espanhol renovou o contrato com a equipe até o fim de 2016.
Em 2012, foi eleito o Piloto do Ano em votação realizada pela revista inglesa Autosport, que consultou os 12 dirigentes de equipes da Fórmula 1.
Em abril de 2013, Alonso ironizou Felipe Massa, que iniciou uma temporada melhor que o companheiro. Segundo o espanhol, ao ser questionado sobre a possibilidade de ser ultrapassado pelo brasileiro nos cinco primeiros GPs do ano, “Estou muito estressado. Na verdade, praticamente não durmo desde a Austrália, só como arroz branco e meu cabelo está caindo. Um drama total.”
A Ferrari anunciou em 20 de novembro de 2014 o fim de seu vínculo com Alonso ao término da temporada de 2014.

#### Retorno a McLaren (2015–2018)

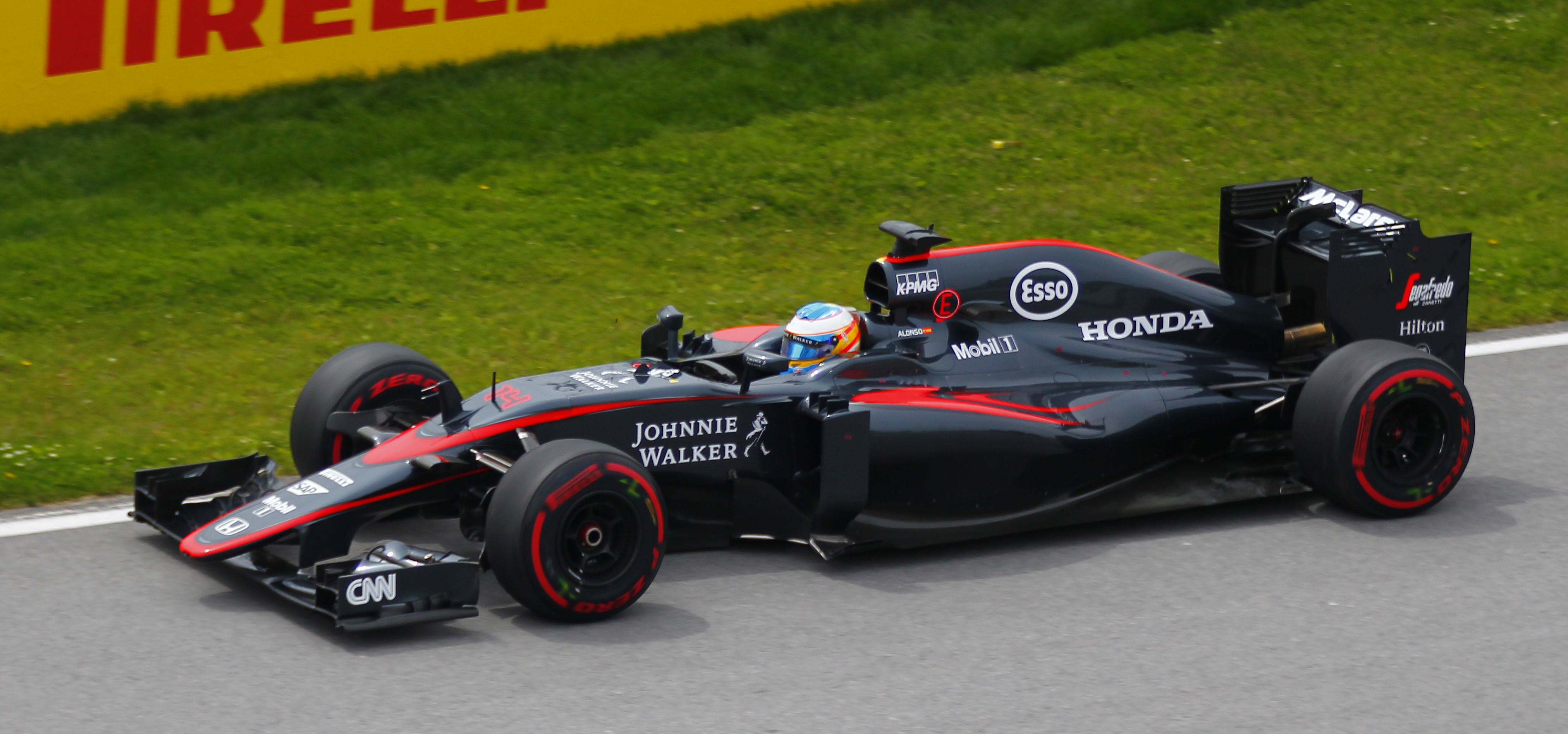
Fernando Alonso no Grande Prêmio do Canadá de 2015 pela.

Em 11 de dezembro a McLaren anunciou o retorno de Alonso a equipe, confirmando também Jenson Button como seu companheiro de equipe. Em um dos testes de pré-temporada, em 22 de fevereiro de 2015, sofreu um acidente na curva três do Circuito da Catalunha, sem grande dano ao carro. O piloto permaneceu três dias internado até receber alta. Entretanto, por recomendação médica, Alonso não participou da primeira prova da temporada de 2015 e foi substituído por Kevin Magnussen.
No Grande Prêmio da Hungria de 2017, chegou na sexta colocação anotando a volta mais rápida da prova, após grande atuação individual, o que resultou na melhor colocação de uma corrida da McLaren em 2017.  Em 10 de junho de 2018 Alonso no Grande Prêmio do Canadá chegou aos 300 GPS tornando-se o 5º piloto com mais GPs na história da competição.
Anunciou em 14 de agosto de 2018 que deixaria a categoria ao fim da temporada.

#### Retorno à Fórmula 1 pela Alpine (2021–2022)
Em 8 de julho de 2020, a equipe Renault (que passou a se chamar Alpine a partir de 2021) anunciou o retorno de Fernando Alonso à Fórmula 1 em 2021. No anúncio, a equipe não citou a duração exata do contrato de Alonso, mas afirmou que ele seria piloto da Renault "pelas próximas temporadas". Em 26 de agosto de 2021, a Alpine confirmou que tinha um contrato com Alonso de um ano com opção de renovação por mais um e, que havia renovado com o piloto para a disputa da temporada de 2022.
Às vésperas do início da temporada de 2021 que marcou seu retorno à Fórmula 1 pela equipe Alpine, Fernando Alonso se envolveu em um acidente enquanto treinava de bicicleta nos arredores de Lugano, na Suíça, em 11 de fevereiro. Na ocasião, o automobilista foi examinado pelos médicos e estes conduziram com sucesso uma cirurgia após descobrirem uma fratura na mandíbula superior do piloto.
No dia 21 de novembro de 2021, Alonso voltou a conquistar um pódio na Fórmula 1 depois de sete anos na estreia do Grande Prêmio do Catar ao terminar em terceiro.

#### Aston Martin (2023–)
Em 1 de agosto de 2022, foi anunciado que Alonso se juntará a  equipe Aston Martin a partir da temporada de 2023, em um contrato de múltiplos anos, para substituir Sebastian Vettel que havia anunciado sua aposentadoria da Fórmula 1.
Seu primeiro ano pela equipe de Lawrence Stroll foi considerado pelo próprio piloto como "um dos melhores" de sua carreira. Ele conquistou oito pódios, com cinco destes conquistados nas seis primeiras corridas do ano, e chegou a figurar como ameaça ao domínio de Max Verstappen. Ele encerrou o campeonato na quarta posição, com 206 pontos, que representou 73,2% dos 280 obtidos pela equipe Aston Martin em 2023.
Em 2024, a Aston Martin perdeu terreno frente a equipes como Ferrari e McLaren, mas Alonso seguiu se destacando, por conta de incidentes como o do GP da Austrália, em que o espanhol foi acusado de ter feito direção perigosa, que teria contribuído para o acidente de George Russell, que tentava ultrapassá-lo. Alonso foi punido com o acréscimo de 20 segundos, o que o fez cair do sexto para o oitavo lugar. A punição foi muito criticada pelo espanhol, que a considerou decepcionante, e considerou sua manobra como parte do automobilismo.
Seu grande desempenho o fez ser especulado em equipes como Mercedes e Red Bull para a temporada de 2025, no entanto, em abril de 2024, Alonso assinou uma renovação contratual de múltiplos anos com a Aston Martin, em um breve anúncio que dizia "Estou aqui para ficar". Esse novo contrato vai além de seus anos como piloto de Fórmula 1, com o próprio bicampeão afirmando que era "o mais longo" que já tinha assinado.
No Grande Prêmio da Cidade do México de 2024, Alonso atingiu a marca de 400 Grandes Prêmios.

### 500 Milhas de Indianápolis (2017, 2019)

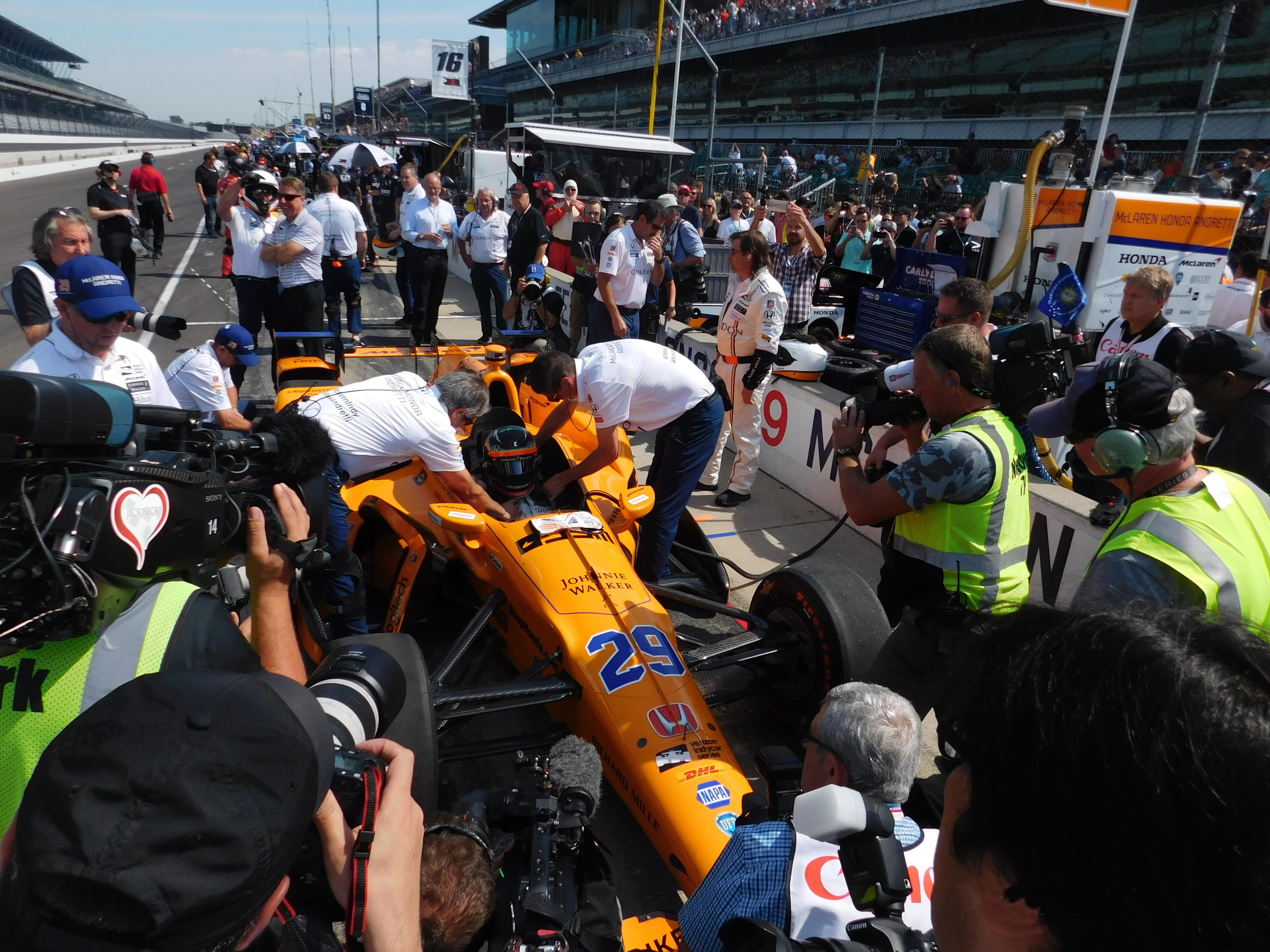
Fernando Alonso na Indy 500 de 2017.

Em abril de 2017, Alonso e a McLaren anunciaram sua participação nas 500 Milhas de Indianápolis de 2017. Alonso chegou a liderar a corrida por 27 voltas, porém quando faltava 21 voltas para o fim, teve que abandonar a corrida por problemas no motor. Mesmo abandonando a prova, ganhou o prêmio de Calouro do Ano da Indy 500.
Em 2019, a McLaren anunciou que Alonso iria correr nas 500 milhas como equipe independente. No entanto, Alonso teve um desempenho ainda pior, tendo sido eliminado ainda na fase classificatória (o Bump Day), ficando em quarto lugar, atrás de Sage Karam, James Hinchcliffe e Kyle Kaiser.

### 24 Horas de Le Mans (2017–2019)
Em outubro de 2017, confirmou sua participação nas 24 Horas de Daytona de 2018, como preparação para correr futuramente nas 24 Horas de Le Mans. Em 2018, ele correu ao lado dos exs-F1 Sebastien Buemi e Kazuki Nakajima, pela equipe Toyota na categoria LMP1, e o trio se sagrou vitorioso. Em 2019, os três repetiram o feito e se sagraram campeões do Mundial de Endurance.

## Registros na carreira

### Resultados na Fórmula 1
Legenda: Corridas em negrito indicam pole position; corridas em itálico indicam volta mais rápida.
| Temporada              | Equipe                                | Chassis             | Motor                               | 1       | 2       | 3       | 4       | 5       | 6       | 7       | 8       | 9       | 10      | 11      | 12      | 13      | 14      | 15      | 16      | 17      | 18      | 19      | 20      | 21     | 22      | 23    | 24    | Class. | Pontos |
| ---------------------- | ------------------------------------- | ------------------- | ----------------------------------- | ------- | ------- | ------- | ------- | ------- | ------- | ------- | ------- | ------- | ------- | ------- | ------- | ------- | ------- | ------- | ------- | ------- | ------- | ------- | ------- | ------ | ------- | ----- | ----- | ------ | ------ |
| 2001                   | European Minardi                      | Minardi PS01        | European 3.0 V10                    | AUS 12  | MAL 13  | BRA Ret | SMR Ret | ESP 13  | AUT Ret | MON Ret | CAN Ret | EUR 14  | FRA 17  | GBR 16  | ALE 10  | HUN Ret | BEL DNS | ITA 13  | EUA Ret | JAP 11  |         |         |         |        |         |       |       | 23º    | 0      |
| 2003                   | Mild Seven Renault F1 Team            | Renault R23         | Renault RS23 3.0 V10                | AUS 7   | MAL 3   | BRA 3   | SMR 6   | ESP 2   | AUT Ret | MON 5   | CAN 4   | EUR 4   | FRA Ret | GBR Ret | ALE 4   | HUN 1   | ITA 8   | EUA Ret | JAP Ret |         |         |         |         |        |         |       |       | 6º     | 55     |
| 2004                   | Mild Seven Renault F1 Team            | Renault R24         | Renault RS24 3.0 V10                | AUS 3   | MAL 7   | BAR 6   | SMR 4   | ESP 4   | MON Ret | EUR 5   | CAN Ret | EUA Ret | FRA 2   | GBR 10  | ALE 3   | HUN 3   | BEL Ret | ITA Ret | CHN 4   | JAP 5   | BRA 4   |         |         |        |         |       |       | 4º     | 59     |
| 2005                   | Mild Seven Renault F1 Team            | Renault R25         | Renault RS25 3.0 V10                | AUS 3   | MAL 1   | BAR 1   | SMR 1   | ESP 2   | MON 4   | EUR 1   | CAN Ret | EUA DNS | FRA 1   | GBR 2   | ALE 1   | HUN 11  | TUR 2   | ITA 2   | BEL 2   | BRA 3   | JAP 3   | CHN 1   |         |        |         |       |       | 1º     | 133    |
| 2006                   | Mild Seven Renault F1 Team            | Renault R26         | Renault RS26 2.4 V8                 | BAR 1   | MAL 2   | AUS 1   | SMR 2   | EUR 2   | ESP 1   | MON 1   | GBR 1   | CAN 1   | EUA 5   | FRA 2   | ALE 5   | HUN Ret | TUR 2   | ITA Ret | CHN 2   | JAP 1   | BRA 2   |         |         |        |         |       |       | 1º     | 134    |
| 2007                   | Vodafone McLaren                      | McLaren MP4-22      | Mercedes FO 108T 2.4 V8             | AUS 2   | MAL 1   | BAR 5   | ESP 3   | MON 1   | CAN 7   | EUA 2   | FRA 7   | GBR 2   | EUR 1   | HUN 4   | TUR 3   | ITA 1   | BEL 3   | JAP Ret | CHN 2   | BRA 3   |         |         |         |        |         |       |       | 3º     | 109    |
| 2008                   | ING Renault F1 Team                   | Renault R28         | Renault RS27 2.4 V8                 | AUS 4   | MAL 8   | BAR 10  | ESP Ret | TUR 6   | MON 10  | CAN Ret | FRA 8   | GBR 6   | ALE 11  | HUN 4   | EUR Ret | BEL 4   | ITA 4   | SIN 1   | JAP 1   | CHN 4   | BRA 2   |         |         |        |         |       |       | 5º     | 61     |
| 2009                   | ING Renault F1 Team                   | Renault R29         | Renault RS27 2.4 V8                 | AUS 5   | MAL 11  | CHN 9   | BAR 8   | ESP 5   | MON 7   | TUR 10  | GBR 14  | ALE 7   | HUN Ret | EUR 6   | BEL Ret | ITA 5   | SIN 3   | JAP 10  | BRA Ret | ABU 14  |         |         |         |        |         |       |       | 9º     | 26     |
| 2010                   | Ferrari Marlboro                      | Ferrari F10         | Ferrari 056 2.4 V8                  | BAR 1   | AUS 4   | MAL 13  | CHN 4   | ESP 2   | MON 6   | TUR 8   | CAN 3   | EUR 8   | GBR 14  | ALE 1   | HUN 2   | BEL 21† | ITA 1   | SIN 1   | JAP 3   | COR 1   | BRA 3   | ABU 7   |         |        |         |       |       | 2º     | 252    |
| 2011                   | Ferrari Marlboro Ferrari              | Ferrari 150° Italia | Ferrari 056 2.4 V8                  | AUS 4   | MAL 6   | CHN 7   | TUR 3   | ESP 5   | MON 2   | CAN Ret | EUR 2   | GBR 1   | ALE 2   | HUN 3   | BEL 4   | ITA 3   | SIN 4   | JAP 2   | COR 5   | IND 3   | ABU 2   | BRA 4   |         |        |         |       |       | 4º     | 257    |
| 2012                   | Ferrari                               | Ferrari F2012       | Ferrari 056 2.4 V8                  | AUS 5   | MAL 1   | CHN 9   | BAR 7   | ESP 2   | MON 3   | CAN 5   | EUR 1   | GBR 2   | ALE 1   | HUN 5   | BEL Ret | ITA 3   | SIN 3   | JAP Ret | COR 3   | IND 2   | ABU 2   | EUA 3   | BRA 2   |        |         |       |       | 2º     | 278    |
| 2013                   | Ferrari                               | Ferrari F138        | Ferrari 056 2.4 V8                  | AUS 2   | MAL Ret | CHN 1   | BAR 8   | ESP 1   | MON 7   | CAN 2   | GBR 3   | ALE 4   | HUN 5   | BEL 2   | ITA 2   | SIN 2   | COR 6   | JAP 4   | IND 11  | ABU 5   | EUA 5   | BRA 3   |         |        |         |       |       | 2º     | 242    |
| 2014                   | Ferrari                               | Ferrari F14 T       | Ferrari 059/3 1.6 V6 t              | AUS 4   | MAL 4   | BAR 9   | CHN 3   | ESP 6   | MON 4   | CAN 6   | AUT 5   | GBR 6   | ALE 5   | HUN 2   | BEL 7   | ITA Ret | SIN 4   | JAP Ret | RUS 6   | EUA 6   | BRA 6   | ABU 9   |         |        |         |       |       | 6º     | 161    |
| 2015                   | McLaren Honda                         | McLaren MP4-30      | Honda RA615H 1.6 V6 t               | AUS Les | MAL Ret | CHN 12  | BAR 11  | ESP Ret | MON Ret | CAN Ret | AUT Ret | GBR 10  | HUN 5   | BEL 13  | ITA 18† | SIN Ret | JAP 11  | RUS 11  | EUA 11  | MEX Ret | BRA 15  | ABU 17  |         |        |         |       |       | 17º    | 11     |
| 2016                   | McLaren Honda                         | McLaren MP4-31      | Honda RA616H 1.6 V6 t               | AUS Ret | BAR Les | CHN 12  | RUS 6   | ESP Ret | MON 5   | CAN 11  | EUR Ret | AUT 18† | GBR 13  | HUN 7   | ALE 12  | BEL 7   | ITA 14  | SIN 7   | MAL 7   | JAP 16  | EUA 5   | MEX 13  | BRA 10  | ABU 10 |         |       |       | 10º    | 54     |
| 2017                   | McLaren Honda                         | McLaren MCL32       | Honda RA617H 1.6 V6 t               | AUS Ret | CHN Ret | BAR 14† | RUS DNS | ESP 12  | MON DNP | CAN 16† | AZE 9   | AUT Ret | GBR Ret | HUN 6   | BEL Ret | ITA 17  | SIN Ret | MAL 11  | JAP 11  | EUA Ret | MEX 10  | BRA 8   | ABU 9   |        |         |       |       | 15º    | 17     |
| 2018                   | McLaren F1 Team                       | McLaren MCL33       | Renault R.E.18 1.6 V6 t             | AUS 5   | BAR 7   | CHN 7   | AZE 7   | ESP 8   | MON Ret | CAN Ret | FRA 16† | AUT 8   | GBR 8   | ALE 16† | HUN 8   | BEL Ret | ITA Ret | SIN 7   | RUS 14  | JAP 14  | EUA Ret | MEX Ret | BRA 17  | ABU 11 |         |       |       | 11º    | 50     |
| Ausente em 2019 e 2020 |                                       |                     |                                     |         |         |         |         |         |         |         |         |         |         |         |         |         |         |         |         |         |         |         |         |        |         |       |       |        |        |
| 2021                   | Alpine                                | Alpine A521         | Renault E-Tech 20B V6 t             | BAR Ret | EMI 10  | POR 8   | ESP 17  | MON 13  | AZE 6   | FRA 8   | EST 9   | AUT 10  | GBR 7   | HUN 4   | BEL 11  | PBS 6   | ITA 8   | RUS 6   | TUR 16  | EUA Ret | CMX 9   | SAO 9   | CAT 3   | ARA 13 | ABU 8   |       |       | 10.º   | 81     |
| 2022                   | Alpine                                | Alpine A522         | Renault E-Tech RE22 V6 t            | BAR 9   | ARA Ret | AUS 17  | EMI Ret | MIA 11  | ESP 9   | MON 7   | AZE 7   | CAN 9   | GBR 5   | AUT 10  | FRA 6   | HUN 8   | BEL 5   | PBS 6   | ITA Ret | SIN Ret | JAP 7   | EUA 15  | CMX 19† | SAO 5  | ABU Ret |       |       | 9.º    | 81     |
| 2023                   | Aston Martin Aramco Cognizant F1 Team | Aston Martin AMR23  | Mercedes M14 E Performance 1.6 V6 t | BHR 3   | SAU 3   | AUS 3   | AZE 46  | MIA 3   | MON 2   | ESP 7   | CAN 2   | AUT 5   | GBR 7   | HUN 9   | BEL 5   | NED 2   | ITA 9   | SIN 15  | JPN 8   | QAT 68  | USA Ret | MXC Ret | SAP 3   | LAS 9  | ABU 7   |       |       | 4º*    | 206    |
| 2024*                  | Aston Martin Aramco F1 Team           | Aston Martin AMR24  | Mercedes M15 E Performance 1.6 V6 t | BHR 9   | SAU 5   | AUS 8   | JPN 6   | CHN 7   | MIA 9   | EMI 19  | MON 11  | CAN 6   | ESP 12  | AUT 18  | GBR 8   | HUN 11  | BEL 8   | NED 10  | ITA 11  | AZE 6   | SIN 8   | USA 13  | MXC Ret | SAP 14 | LAS 11  | QAT 7 | ABU 9 | 9º     | 70     |
| 2025*                  | Aston Martin Aramco F1 Team           |                     | Mercedes 1.6 V6 t                   | AUS Ret | CHN Ret | JPN 11  | BHR 15  | SAU 11  | MIA 15  | EMI 11  | MON Ret | ESP 9   | CAN 7   | AUT 7   | GBR 9   |         | HUN 5   | NED     | ITA     | AZE     | SIN     | USA     | MXC     | SAP    | LAS     | QAT   | ABU   | 17º*   | 26     |

Notas
* Temporada ainda em andamento.
† – O piloto não terminou a prova, mas foi classificado por ter completado 90% da corrida.

### Resultados no Mundial de Endurance
| Temporada | Equipe              | Companheiros                    | Classe | Chassis             | Motor                          | 1     | 2     | 3       | 4     | 5     | 6     | 7     | 8     | Classificação | Pontos |
| --------- | ------------------- | ------------------------------- | ------ | ------------------- | ------------------------------ | ----- | ----- | ------- | ----- | ----- | ----- | ----- | ----- | ------------- | ------ |
| 2018-19   | Toyota Gazoo Racing | Sébastien Buemi Kazuki Nakajima | LMP1   | Toyota TS050 Hybrid | Toyota 2.4 L Turbo V6 (Hybrid) | SPA 1 | LMS 1 | SIL DSQ | FUJ 2 | SHA 2 | SEB 1 | SPA 1 | LMS 1 | 1º            | 198    |

### Resultados nas 24 Horas de Le Mans
| Temporada | Equipe                     | Companheiros                    | Carro               | Classe | Voltas | Geral | Classe |
| --------- | -------------------------- | ------------------------------- | ------------------- | ------ | ------ | ----- | ------ |
| 2018      | Toyota Gazoo Racing Europe | Sébastien Buemi Kazuki Nakajima | Toyota TS050 Hybrid | LMP1   | 388    | 1º    | 1º     |
| 2019      | Toyota Gazoo Racing Europe | Sébastien Buemi Kazuki Nakajima | Toyota TS050 Hybrid | LMP1   | 385    | 1º    | 1º     |

### Resultados na IndyCar Series
| Temporada | Equipe                 | Chassis      | Motor     | 1   | 2   | 3    | 4    | 5    | 6       | 7       | 8    | 9    | 10   | 11   | 12   | 13   | 14  | 15  | 16  | 17  | Pontos | Classificação |
| --------- | ---------------------- | ------------ | --------- | --- | --- | ---- | ---- | ---- | ------- | ------- | ---- | ---- | ---- | ---- | ---- | ---- | --- | --- | --- | --- | ------ | ------------- |
| 2017      | McLaren-Honda-Andretti | Dallara DW12 | Honda     | STP | LBH | ALA  | PHX  | IMS  | INDY 24 | DET1    | DET2 | TXS  | ROA  | IOW  | TOR  | MDO  | POC | GTW | WGL | SNM | 47     | 29º           |
| 2019      | McLaren Racing         | Dallara DW12 | Chevrolet | STP | COA | ALA  | LBH  | IMS  | INDY NQ | DET1    | DET2 | TMS  | ROA  | TOR  | IOW  | MDO  | POC | GMP | POR | LAG | -      | -             |
| 2020      | Arrow McLaren          | Dallara DW12 | Chevrolet | TXS | IMS | ROA1 | ROA2 | IOW1 | IOW2    | INDY 21 | GMP1 | GMP2 | MDO1 | MDO2 | IMS1 | IMS2 | STP |     |     |     | 18     | 31º           |

### Resultados nas 500 Milhas de Indianápolis
| Temporada | Equipe                 | Chassis | Motor     | Largada | Resultado |
| --------- | ---------------------- | ------- | --------- | ------- | --------- |
| 2017      | McLaren-Honda-Andretti | Dallara | Honda     | 5º      | 24º       |
| 2019      | McLaren Racing         | Dallara | Chevrolet | NQ      | NQ        |
| 2020      | Arrow McLaren          | Dallara | Chevrolet | 26º     | 21º       |

### Resultados na WeatherTech SportsCar Championship
| Temporada | Equipe            | Classe | Chassis        | Motor                 | 1      | 2   | 3   | 4   | 5   | 6   | 7   | 8   | 9   | 10  | Classificação | Pontos |
| --------- | ----------------- | ------ | -------------- | --------------------- | ------ | --- | --- | --- | --- | --- | --- | --- | --- | --- | ------------- | ------ |
| 2018      | United Autosports | P      | Ligier JS P217 | Gibson GK428 4.2 L V8 | DAY 13 | SEB | LBH | MDO | DET | WGL | MOS | ELK | LGA | PET | 43º           | 18     |

### Resultados nas 24 Horas de Daytona
| Temporada | Equipe                  | Companheiros                                       | Carro                 | Classe | Voltas | Geral | Classe |
| --------- | ----------------------- | -------------------------------------------------- | --------------------- | ------ | ------ | ----- | ------ |
| 2018      | United Autosports       | Philip Hanson Lando Norris                         | Ligier JS P217-Gibson | P      | 718    | 38º   | 13º    |
| 2019      | Konica Minolta Cadillac | Renger van der Zande Jordan Taylor Kamui Kobayashi | Cadillac DPi-V.R      | DPi    | 593    | 1º    | 1º     |

## Vitórias por equipe na F1
- Renault: 17
- Ferrari: 11
- McLaren: 4